# 호즈미 시게토

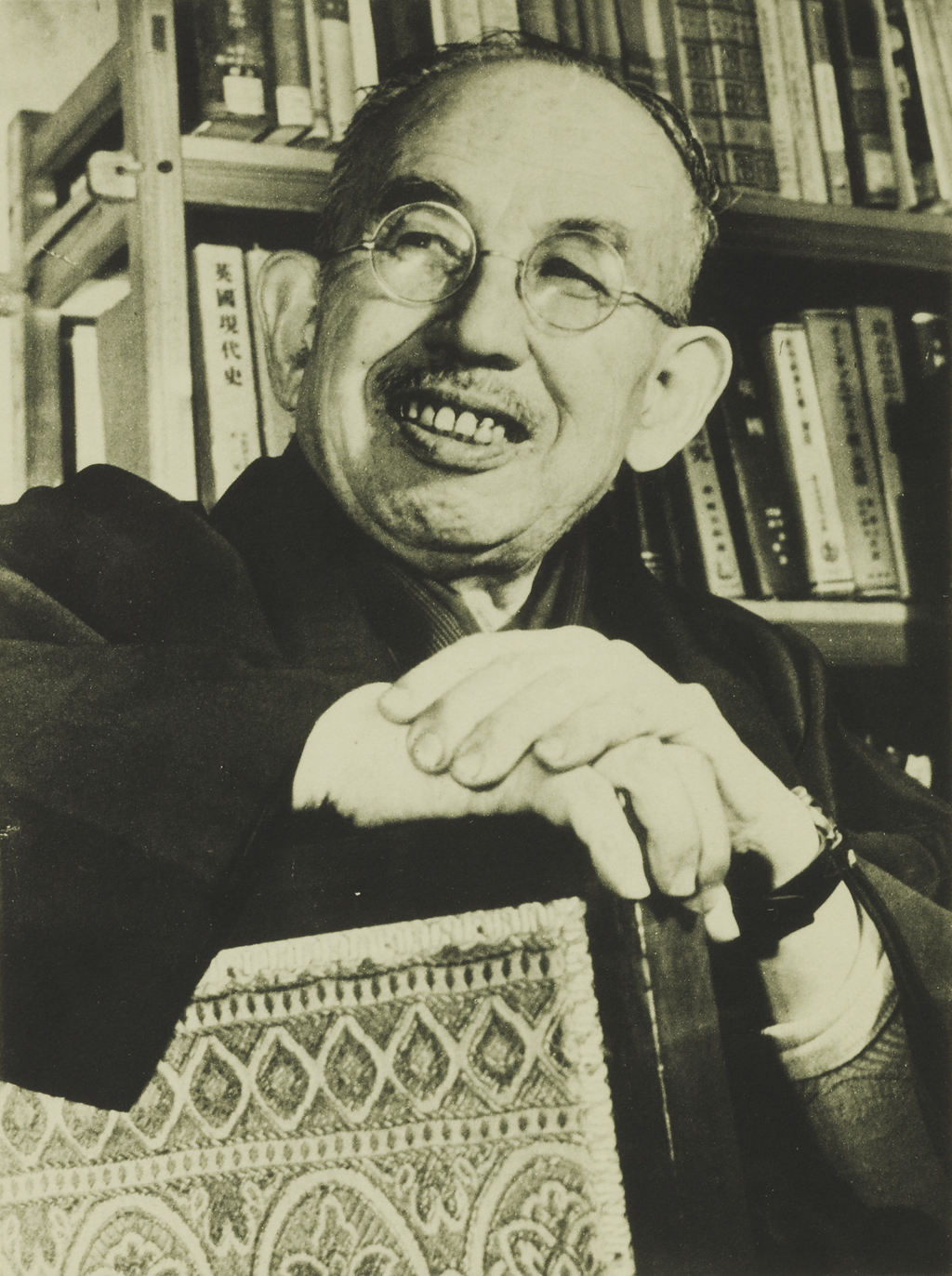
호즈미 시게토 남작

호즈미 시게토(일본어: 穂積重遠, 1883년 4월 11일 ~ 1951년 7월 29일)은 일본의 민법학자이자 법조인이다. 작위는 남작. 도쿄 제국대학 교수와 최고재판소 판사를 역임하였다. 딸은 국문학자 이와사 미요코(岩佐美代子).
형법학자 남작 호즈미 노부시게(穗積陳重)와 일본 자본주의의 아버지로 불리는 시부사와 에이이치의 딸 우타코(歌子)의 장남으로 도쿄에서 태어났다. 도쿄 제국대학 법학부를 졸업하고, 1908년에 같은 학교의 강사로 임명되었다. 1910년에는 조교수가 되었으며, 구미 유학 이후인 1916년에 교수가 되었다. 가족법의 권위자로, 1944년에 귀족원 의원을 지내고, 1945년에는 동궁대부와 동궁시종장을 맡았다. 1949년부터 1951년까지 최고재판소 재판관을 지냈다.
| 전임 호즈미 노부시게 | 제2대 호즈미 남작가 당주 1926년 ~ 1947년 | 후임 화족제도 폐지 |